# Павликовский, Адам
Адам Павликовский (пол. Adam Pawlikowski; 21 ноября 1925, Варшава, Польша — 17 января 1976, Варшава, Польша) — польский киноактёр, журналист, киновед, музыковед, композитор и музыкант — виртуоз окарины.

## Биография
Адам Павликовский родился в Варшаве. В годы войны с нацистской Германией находился в рядах Армии крайовой. Раненный в первый день Варшавского восстания, был взят в плен войсками вермахта и заключен в германский лагерь для офицеров в Мурнау-ам-Штаффельзее. После освобождения из плена проживал в Италии и там же начал изучать медицину, однако в 1947 прервал обучение и вернулся в Польшу. 
После возвращения в страну учился на музыковеда, был кино- и музыкальным критиком, а позднее и киноактёром. В последний период жизни у Павликовского обострилось биполярное аффективное расстройство, мешавшее работе, актёр жил в нищете. Совершил самоубийство, выпрыгнув из окна своей варшавской квартиры на девятом этаже.

## Избранная фильмография
- 1956 — Канал / Kanał
- 1958 — Пепел и алмаз / Popiół i diament
- 1958 — Прощания / Pożegnania
- 1959 — Лётна / Lotna
- 1959 — Белый медведь / Biały niedźwiedź
- 1959 — Общая комната / Wspólny pokój
- 1960 — Косоглазое счастье / Zezowate szczęście
- 1960 — До свидания, до завтра / Do widzenia, do jutra
- 1960 — Цена одного преступления / Historia współczesna
- 1961 — Дорога на запад / Droga na zachód
- 1961 — История желтой туфельки / Historia żółtej ciżemki
- 1962 — Мой старина / Mój stary
- 1962 — О тех, кто украл Луну / O dwóch takich, co ukradli księżyc
- 1963 — Далека дорога / Daleka jest droga
- 1963 — Дневник пани Ганки / Pamiętnik pani Hanki
- 1963 — Девушка из банка / Zbrodniarz i panna
- 1963 — Разводов не будет / Rozwodów nie będzie
- 1963 — Раненый в лесу / Ranny w lesie
- 1964 — Итальянец в Варшаве / Giuseppe w Warszawie
- 1964 — Рукопись, найденная в Сарагосе / Rękopis znaleziony w Saragossie
- 1964 — Жизнь ещё раз / Życie raz jeszcze
- 1965 — Один в городе / Sam pośród miasta
- 1966 — Жареные голубки / Pieczone gołąbki
- 1966 — Ад и небо / Piekło i niebo
- 1966 — Барьер / Bariera
- 1967 — Где третий король? / Gdzie jest trzeci król?
- 1966 — Давай любить сиренки / Kochajmy syrenki
- 1968 — Волчье эхо / Wilcze echa
- 1968 — Всё на продажу / Wszystko na sprzedaż
- 1968 — Ставка больше, чем жизнь / Stawka większa niż życie (только в 7-й серии)
- 1969 — Ведомство / Urząd
- 1970 — Польский альбом / Album polski
- 1970 — Дятел / Dzięcioł
- 1970 — Колумбы / Kolumbowie
- 1973 — Большая любовь Бальзака / Wielka miłość Balzaka (только в 6-й серии)
- 1974 — Сорокалетний / 40-latek (только в 4-й серии)